# Marc-René-Marie de Voyer de Paulmy d'Argenson (1771-1842)
Pour les articles homonymes, voir Marc-René d'Argenson.
 (février 2019).
Si vous disposez d'ouvrages ou d'articles de référence ou si vous connaissez des sites web de qualité traitant du thème abordé ici, merci de compléter l'article en donnant les références utiles à sa vérifiabilité et en les liant à la section « Notes et références ».
Marc-René-Marie de Voyer de Paulmy d'Argenson, 4e marquis d'Argenson (1787), est un homme politique français né à Paris le 10 septembre 1771 et mort dans la même ville le 1er août 1842.

## Biographie
Fils de Marc René de Voyer de Paulmy, comte d'Argenson, et de la comtesse née Marie-Constance de Mailly d'Haucourt, Marc-René Marie de Voyer d'Argenson perdit son père très jeune. Il hérita du titre de marquis d'Argenson à la mort de son oncle le 3e marquis. 
Il fit ses études à Strasbourg, adopta les principes de la Révolution française et entra dans l'armée en qualité d'aide-de-camp du général Wittgenstein, qui commandait une division sur la Meuse, avant d'être attaché, au même titre, au général de La Fayette. 
Lorsque ce dernier quitta la France après la journée du 10 août 1792, Voyer d'Argenson se fixa en Touraine et épousa, en 1796, Sophie de Rosen-Kleinroop (1764-1828), veuve de Victor de Broglie (1756-1794), dont il éleva les quatre enfants; ils en auront quatre autres ensemble, dont Charles Marc-René de Voyer de Paulmy d'Argenson.
Se tenant à l'écart des événements révolutionnaires, ils vécurent au château des Ormes en Poitou, fief de la famille d'Argenson, où Marc-René s'occupa d'agriculture.
Président du collège électoral de la Vienne en 1803, il fit partie de la députation envoyée à Napoléon Ier, qui lui offrit une place de chambellan; il préféra celle de préfet des Deux-Nèthes (Anvers), qu'il occupa de 1809 à 1813. 
Il se trouvait à Anvers lors du débarquement des Anglais à Walcheren et prit part aux mesures prises pour les repousser. Le maire d'Anvers ayant été dénoncé à l'Empereur pour avoir, avec d'autres personnes, commis des dilapidations dans la gestion de l'octroi, était en détention préventive lorsque Voyer d'Argenson reçut l'ordre de mettre ses biens sous séquestre. Il refusa en arguant de l'illégalité d'une pareille mesure. Son attitude ayant déplu, il donna sa démission et se retira dans ses propriétés d'Alsace.
La Première Restauration lui offrit la préfecture de Lyon, qu'il refusa en déclarant qu'il n'accepterait aucune fonction publique "tant que la France n'aurait pas une constitution libre et serait occupée par des armées étrangères". 
Pendant les Cent-Jours il fut élu le 12 mai 1815 représentant de l'arrondissement de Belfort (46 voix sur 90 votants). Lorsque le 8 juillet les députés trouvèrent les portes du Palais Bourbon fermées, il fut de ceux qui se réunirent chez Lanjuinais pour signer un procès-verbal constatant la protestation des représentants contre la violation de leurs droits.
Élu député dans la « Chambre introuvable » le 22 août 1815 par le département du Haut-Rhin (63 voix sur 125 votants et 199 inscrits), il prit place dans la minorité libérale. Il combattit les mesures de sûreté générale proposées dès l'ouverture de la session, demanda une enquête préalable sur la situation du royaume, dénonça avec indignation les assassinats de Nîmes et fut rappelé à l'ordre, le 24 octobre 1815, par le président Lainé.
Il est un des rares députés à avoir combattu ouvertement le projet de loi relatif à l'établissement des cours prévôtales.
Réélu le 9 mai 1822 dans le 3e arrondissement électoral du Haut-Rhin (Belfort) (65 voix sur 102 votants et 108 inscrits contre 36 à M. Haas), il combattit la proposition de décerner une récompense nationale au duc de Richelieu, dénonça le refus du ministère d'admettre dans les collèges les enfants de protestants, et ne cessa de se montrer l'ardent défenseur de la Charte.
Il ne fut pas réélu en 1824, mais aux élections suivantes, Dupont de l'Eure ayant été élu dans le premier collège de Paris et dans les circonscriptions de Pont-Audemer et de Bernay (Eure) et ayant opté pour cette dernière, d'Argenson fut élu à Pont-Audemer le 26 avril 1828 (313 voix sur 392 votants et 526 inscrits contre 60 à M. Letendre de Tourville). Il démissionna l'année suivante.
Partisan de la Révolution de 1830, il fut élu député le 21 octobre 1830 dans le 2e arrondissement de la Vienne (Châtellerault) (195 voix sur 301 votants et 406 inscrits), en remplacement de M. Creuzé, démissionnaire. 
Il prêta à Louis-Philippe le serment requis mais en ajoutant « sauf les progrès de la raison publique » (3 novembre 1830). Le 1er octobre 1831, il succéda comme député du 1er collège du Bas-Rhin (Strasbourg) à La Fayette, qui avait opté pour Meaux et continua de siéger à l'Extrême-Gauche. Il présenta un projet de loi tendant à faciliter l'octroi des concessions de mines, prit part à la discussion du projet de loi municipale, signa en 1832 le compte-rendu de l'opposition, et figura en octobre 1833 parmi les signataires d'un manifeste publié par la Société des Droits de l'homme.
Non réélu en 1834, il passa les dernières années de sa vie dans la retraite.

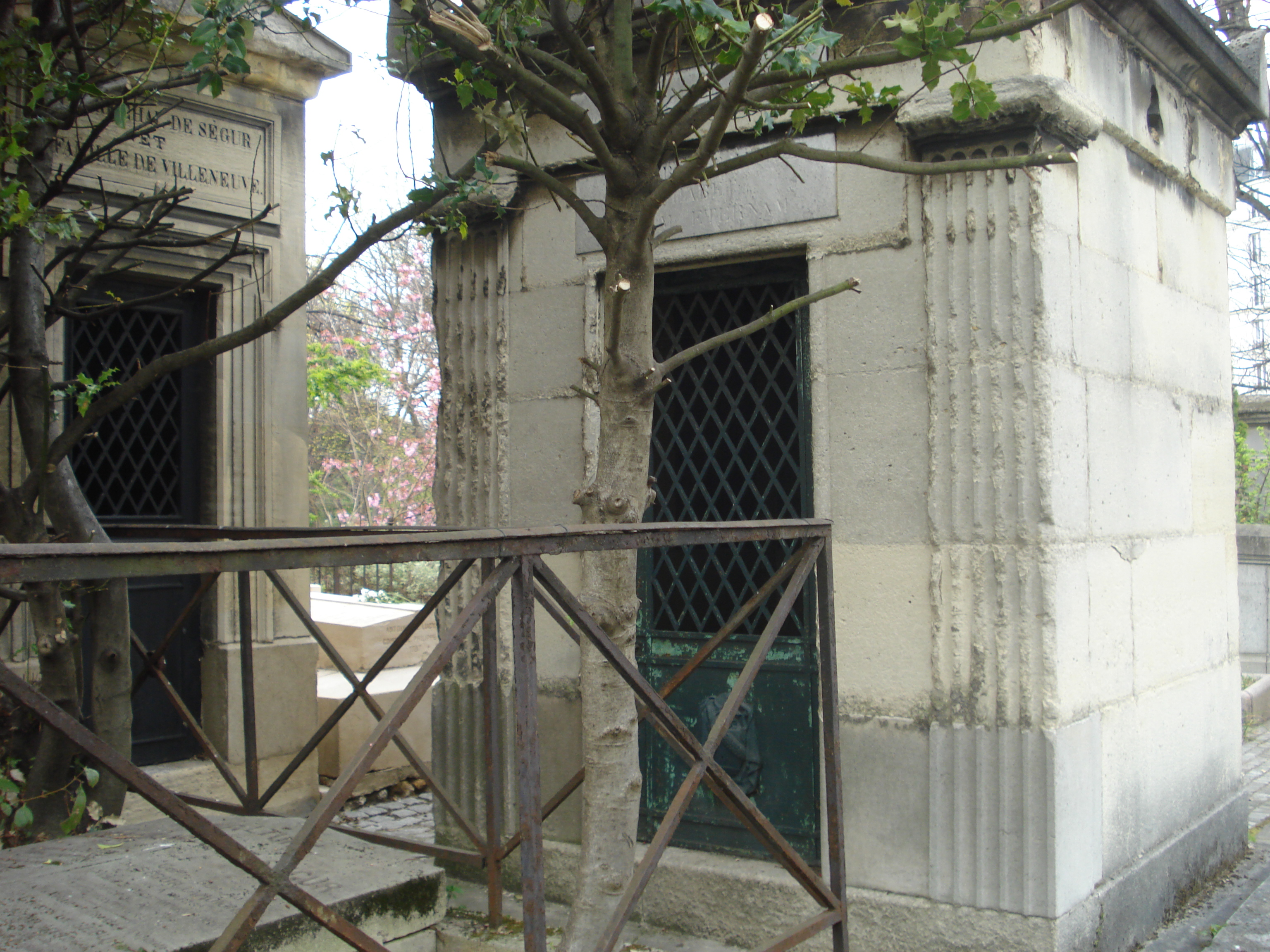
Sépulture de Marc-René de Voyer de Paulmy d'Argenson - Cimetière Montmartre

Il est inhumé dans une chapelle de la 19e division du cimetière Montmartre, partie haute de la division, à côté des sépultures de la famille De Ségur. Il est inhumé avec son épouse Sophie de Rosen-Kleinroop et leur fils Charles-Marc-René (né à Boulogne, près de Paris le 20 avril 1796, décédé à Paris le 31 juillet 1862), et son épouse Anne-Marie Faure (née le 19 octobre 1803 à Jarnac, décédée au château des Ormes, (Vienne), le 7 décembre 1872).

### Mariage et descendance
Marc René d'Argenson épouse le 8 septembre 1796 (22 fructidor an III) Sophie de Rosen-Kleinroop, comtesse du Saint-Empire, marquise de Bollwiller, fille d'Eugène Octave Augustin de Rosen, marquis de Bollwiller, comte de Detwiller et de Grammont, et de Marie Antoinette Louise de Jouvenel de Harville des Ursins. Elle perdit son premier époux, Victor Prince de Broglie sur la guillotine, à laquelle elle échappa en s'évadant de prison pendant la terreur. Rentrée en France après le 9 thermidor, elle recouvre ses biens avec l'aide de son second époux.
Sous la Restauration, elle est proche de Germaine de Staël, dont la fille a épousé son fils, et d'autres personnalités en vue, comme Mathieu de Montmorency. Elle meurt à Paris le 31 octobre 1828, ayant donné quatre enfants à son second époux :
- Charles Marc René de Voyer de Paulmy, marquis d'Argenson (1796-1862), historien, conseiller général de la Vienne, marié en 1821 avec Anne-Marie Faure, dont postérité ;
- Sophie de Voyer de Paulmy d'Argenson (1803-1860), mariée en 1825 avec Fortuné Reynaud de Bologne, baron de Lascours, conseiller-général et député du Gard, puis Pair de France, lieutenant-général (1786-1850) ;
- Victorine de Voyer de Paulmy d'Argenson (1804-1880), mariée en 1825 avec le comte de Crouy-Chanel, conseiller général d'Indre et Loire, artiste peintre, historien (1802-1879) ;
- Elisabeth de Voyer de Paulmy d'Argenson (1804-1847), mariée en 1827 avec Pierre René Gustave Fournier de Boisayrault d'Oiron (1803-1865) [2]

### Pages connexes
- Famille de Voyer de Paulmy d'Argenson
- Château des Ormes